# Margarine

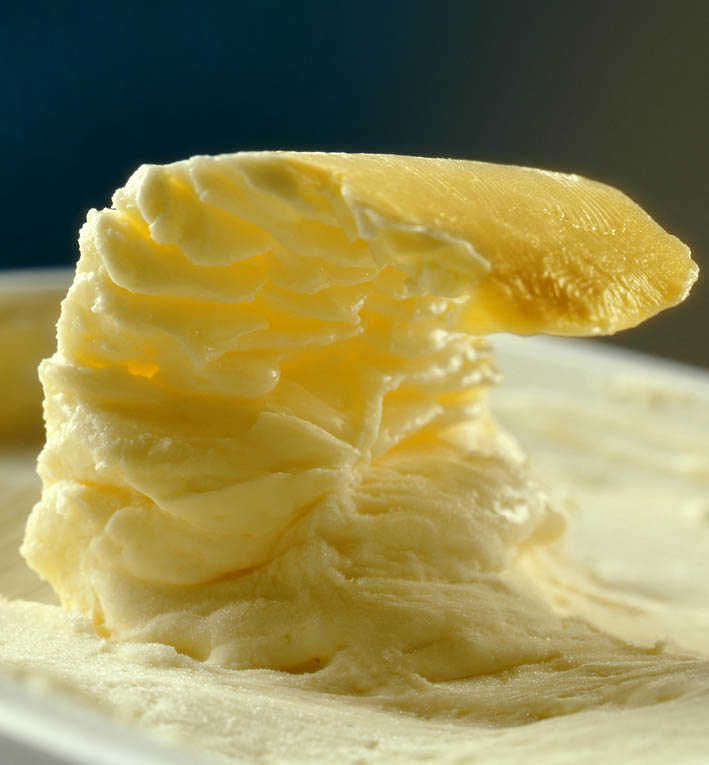
Handelsübliche Margarine

Margarine, Kunstbutter oder Oleomargarin (über französisch acide margarique „Margarinsäure“ von altgriechisch μάργαρον márgaron oder μαργαρίτης margarítēs „Perle“) ist ein industriell hergestelltes Streichfett. Sie dient als Ersatz für Butter und Schmalz und hat einen höheren Gehalt an ungesättigten Fettsäuren und damit eine bessere Fettsäurezusammensetzung.

## Geschichte

### Erfindung
Die Initiative zur Erfindung der Margarine ging von Napoleon III. aus, der ein haltbares Ersatzprodukt für Butter suchte, das zur Verpflegung seiner Truppen gedacht war. 1869 war der Chemiker Hippolyte Mège-Mouriès mit seiner Erfindung erfolgreich, die er zunächst beurre économique (französisch „preiswerte Butter“) und später margarine Mouriès nannte. Für die ersten Margarinen wurden Milch, Wasser, Nierenfett und das später nicht mehr verwendete Lab oder zerstoßenes Kuheuter vermischt. Mège-Mouriès selbst hatte wenig wirtschaftliches Geschick und veräußerte sein Patent 1871.

### Industrielle Produktion
Im selben Jahr gründete der Apotheker Benedikt Klein in Köln-Nippes die Benedikt Klein Margarinewerke, die erste Margarinefabrik Deutschlands, die die Marken Overstolz und Botteram produzierte. Ebenfalls 1871 begannen die Unternehmen Jurgens und van den Bergh in der niederländischen Stadt Oss Margarine zu produzieren und vermarkteten sie auch in Deutschland. Nach Wilhelm Fahrion (1920) wurde die erste Margarinefabrik in Deutschland im Jahr 1874 in Frankfurt am Main gegründet, zahlreiche Konkurrenten kamen hinzu, so dass es im Jahr 1885 schon 45 Firmen in Deutschland gegeben habe, die Margarine produzierten.
In einer Abhandlung zur Lebensmittelproduktion heißt es im Jahr 1906:

„Die Kunstbutter, für die durch ein besonderes Reichsgesetz der Name «Margarine» vorgeschrieben ist, stellt das beste und am meisten verbreitete Ersatzmittel der Kuhbutter dar. Wenn wir die Margarine das beste Buttersurrogat nennen, so ist dabei stillschweigende Voraussetzung, daß als Rohmaterial nur durchaus gesunde Fette verwertet werden.“

Die erste rein pflanzliche Margarine, die ohne chemische Zusätze und Hilfsmittel hergestellt ist, wurde 1952 von der Firma Fauser / Vitaquell in Hamburg-Eidelstedt produziert und nur im Reformhaus verkauft.

### Konzentration am Markt

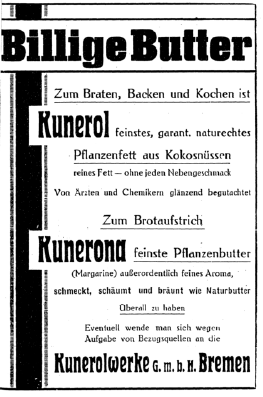
Werbung für Kunerona (1912)

Weil die Margarineherstellung an Bedeutung zunahm, wurde das Produkt 1888 in Deutschland mit einem 30-prozentigen Schutzzoll belegt. Um den deutschen Markt nicht zu verlieren, eröffneten Jurgens und van den Bergh daraufhin Produktionsstätten in Kleve und Goch am Niederrhein und produzierten Marken wie Rama butterfein und Schwan im Blauband. In der Folgezeit kam es zu einer starken Konzentration im Margarinegeschäft. Auf dem europäischen Markt wurden Jurgens und van den Bergh die dominierenden Kräfte. Sie kauften schrittweise Konkurrenten auf (darunter auch die Benedict Klein Margarinewerke, in denen später die erste Margarine mit reduziertem trans-Fettsäure-Gehalt hergestellt wurde) und fusionierten 1927 schließlich zu Margarine Unie N.V. mit Sitz in Rotterdam.
In England vermarktete William Hesketh Lever eine Kunstbutter aus Schweineschmalz, Walöl, Palmöl, Erdnuss- und Kokosnussfett unter dem Markennamen Butterine. Zusammen mit seinem Bruder James expandierte er sehr dynamisch in seinem Heimatmarkt sowie in den USA und den Ländern des britischen Commonwealth und sicherte sich neben den Absatzmärkten auch den Zugang zu wichtigen Rohstoffen, beispielsweise durch den Kauf der Niger Company im Jahr 1920.
Aus einem Zusammenschluss der Lever Brothers mit der Margarine Unie entstand 1930 die Firma Unilever. Die Brotaufstrichsparte (mit den Marken Rama, Sanella, Lätta und Becel) wurde 2017 an den Finanzinvestor KKR verkauft und firmiert nun unter dem Namen Upfield Holdings. Der zweitgrößte deutsche Hersteller ist die Walter Rau Lebensmittelwerke (Deli Reform, Buttella, Vitareform, Sana, Sonja, Marina), die seit 2008 Eigentum der Bunge Limited ist.

## Zusammensetzung
Margarine ist eine Emulsion aus pflanzlichen und/oder tierischen Fetten sowie Wasser oder Magermilch mit einem Fettgehalt zwischen 39 % und 90 %. Zur Aromatisierung werden Säuerungsmittel wie Milchsäure, Zitronensäure, Sauermolke oder auch Joghurtkulturen beigemischt. Die gelbliche Farbe der Margarine stammt meist von zugesetztem Beta-Carotin. Verbreitet ist außerdem die nachträgliche Zugabe der fettlöslichen Vitamine A, D, K und E, da während der Herstellung die meisten natürlichen Vitamine zerstört werden. Der Energiegehalt ist mit rund 3000 kJ je 100 Gramm etwa so hoch wie bei Butter.

### Herstellungsprozess
| Prozessschritt                        | Ziel | Hilfs- und Zusatzstoffe                                              |
| ------------------------------------- | --- | -------------------------------------------------------------------- |
| Pressen der Ölsaat                    | Extraktion des Pflanzenöls                                                                                        | zum Beispiel Sonnenblumenkerne, Baumwollsaat, Rapskerne              |
| Extraktion des Öls mit Lösungsmitteln | Entfernen von Trubstoffen, Farbstoffen und Provitaminen                                                           | Hexan, Wasser                                                        |
| Entschleimen                          | Änderung der Konsistenz                                                                                           | Phosphorsäure                                                        |
| Entsäuern                             | Entfernen von Fettsäuren                                                                                          | Natronlauge                                                          |
| Bleichen                              | Entfernen unerwünschter Farbstoffe                                                                                | Bleicherde                                                           |
| Filtern                               | Entfernen unerwünschter Bestandteile                                                                              |                                                                      |
| Dämpfen                               | Entfernen unerwünschter Geschmacksstoffe                                                                          |                                                                      |
| Vermischen                            | das entstandene geschmacklose und farblose Pflanzenöl wird mit Fetten, Farbstoffen und Geschmacksstoffen vermengt | Pflanzenfette, Vitamin E, Vitamin A, Vitamin D, Carotin, Salz, Milch |
| Fetthärtung, Umesterung               | Einstellen der Streichfestigkeit                                                                                  | Nickel, Wasserstoff                                                  |

### Streichfestigkeit
Um eine Streichfestigkeit der meist flüssigen Fette zu erreichen, werden unterschiedliche Verfahren angewendet. Eine gewisse Verfestigung kann beispielsweise durch Emulgatoren oder den Einsatz von Verdickungsmitteln wie Gelatine, Pektin, Alginate oder Milcheiweiß erfolgen. Bei konventionellen Margarinen erfolgt die Härtung jedoch vor allem durch die Hydrierung der Fette.
Bei Bio-Margarinen dürfen keine chemischen Zusätze oder Hilfsstoffe verwendet werden. Die Streichfähigkeit wird stattdessen auf physikalischem Weg durch Kälteprozesse, Einwirken von Wasser bzw. Wasserdampf oder durch die Beimischung fester Fette (zum Beispiel Palmfett) erzeugt.

### Gesetzliche Vorgaben
Gemäß der europäischen Gesetzgebung (Verordnung (EU) Nr. 1308/2013) ist Margarine die Verkehrsbezeichnung für ein aus pflanzlichen und/oder tierischen Fetten gewonnenes Erzeugnis mit einem Fettgehalt von mindestens 80 % und weniger als 90 %, und Dreiviertelfettmargarine und Halbfettmargarine sind gesonderte Verkehrsbezeichnungen mit geringerem Fettgehalt.
Die Art und Zusammensetzung der zu verwendenden Öle und Fette ist nicht festgelegt. Sie dürfen sowohl pflanzlichen als auch tierischen Ursprungs sein. In der Regel sind 90 % der Fette pflanzlich, beispielsweise Erdnussöl, Sonnenblumenöl, Palmöl, Rapsöl, Sojaöl oder Weizenkeimöl. Zu den verwendeten tierischen Fetten gehören Rindertalg, Milchfett und Fischöl. Für die Zusatzbezeichnung „reich an mehrfach ungesättigten Fettsäuren“ werden mindestens 30 % Linolsäure verlangt, bei „besonders reich an mehrfach ungesättigten Fettsäuren“ sind es sogar 50 %. Zur leichteren Unterscheidung von Butter war auch bis 1985 der Zusatz von Stärke vorgeschrieben, damit durch die Iodprobe auf einfache Art Butter von Margarine zu unterscheiden war.

### Sorten

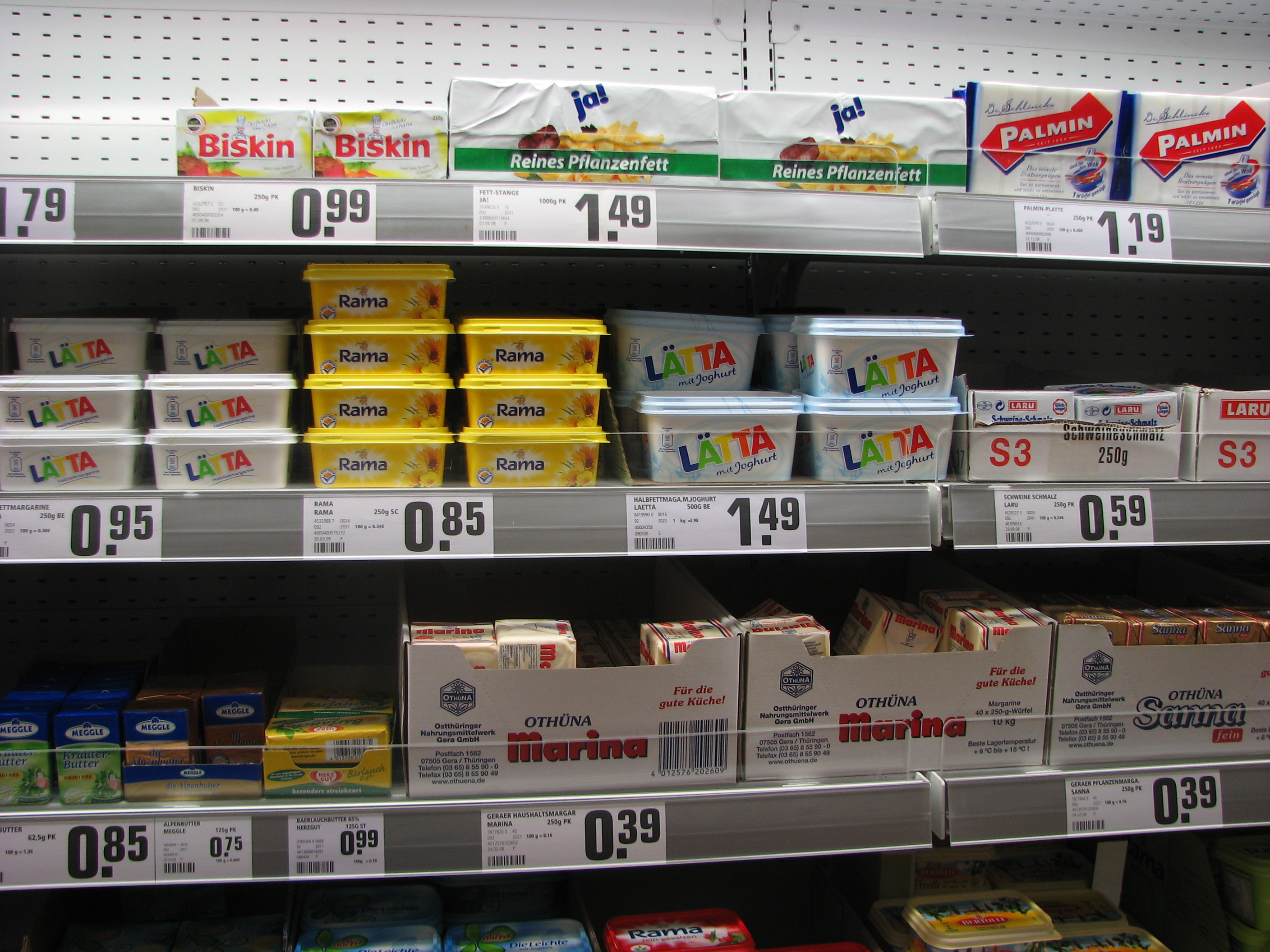
Margarine und andere Fetterzeugnisse im Supermarkt

Es gibt verschiedene Sorten von Margarinen:

VollfettmargarineSie muss zwischen 80 % und 90 % Fett enthalten und besteht meist aus pflanzlichen Ölen und Fetten. Zusätze sind Wasser, Emulgatoren, Molke, Joghurt, Zitronensäure und für die Farbe β-Carotin.
DreiviertelfettmargarineSie enthält zwischen 60 und 62 % Fett und kann daher nur eingeschränkt zum Backen oder Braten benutzt werden.
HalbfettmargarineDiese Sorte darf zwischen 39 % und 41 % Fett enthalten. Sie ist für die kalorienbewusste Ernährung gedacht, wegen des hohen Wasseranteils aber nicht zum Braten und Backen geeignet. Der Milchfettanteil ist auf maximal drei Prozent begrenzt. Als Konservierungsmittel wird häufig Sorbinsäure verwendet.
PflanzenmargarineHierbei muss der Fettanteil zu 97 % aus Pflanzenfetten bestehen und mindestens 15 % Linolsäure enthalten. Der Fettanteil einer „Sonnenblumenmargarine“ muss zu 97 % aus Sonnenblumenöl bestehen.
ReformmargarineSie ist besonders kochsalzarm und darf keine gehärteten Fette enthalten.
Bio-MargarineBiomargarine wird nicht chemisch gehärtet. Die Streichfähigkeit wird durch Beimischung fester Fette erzeugt. Sie darf laut EG-Öko-Verordnung wie andere Bio-Produkte bis 5 % Stoffe aus nicht kontrolliert biologischem Anbau enthalten. Zutaten aus gentechnisch veränderten Organismen sind nicht zulässig.
BackmargarineVerschiedene Margarinesorten, die zum Backen bestimmt sind und speziell auf den Verwendungszweck abgestimmte Eigenschaften besitzen, wie geschmeidige Konsistenz für Hefeteig und Mürbeteig, gute Aufschlagbarkeit für Rührmasse. Der Fettgehalt beträgt mindestens 80 %, fettreduzierte Margarine wird zum Backen praktisch nicht verwendet.
ZiehmargarineSie ist als Ziehfett zur Herstellung von Gebäck aus Blätterteig und Plunderteig bestimmt; ihre Konsistenz ist im Vergleich zu Backmargarine stabil, plastisch und bei kühler bis warmer Raumtemperatur möglichst gleichbleibend.

## Ernährungsphysiologie

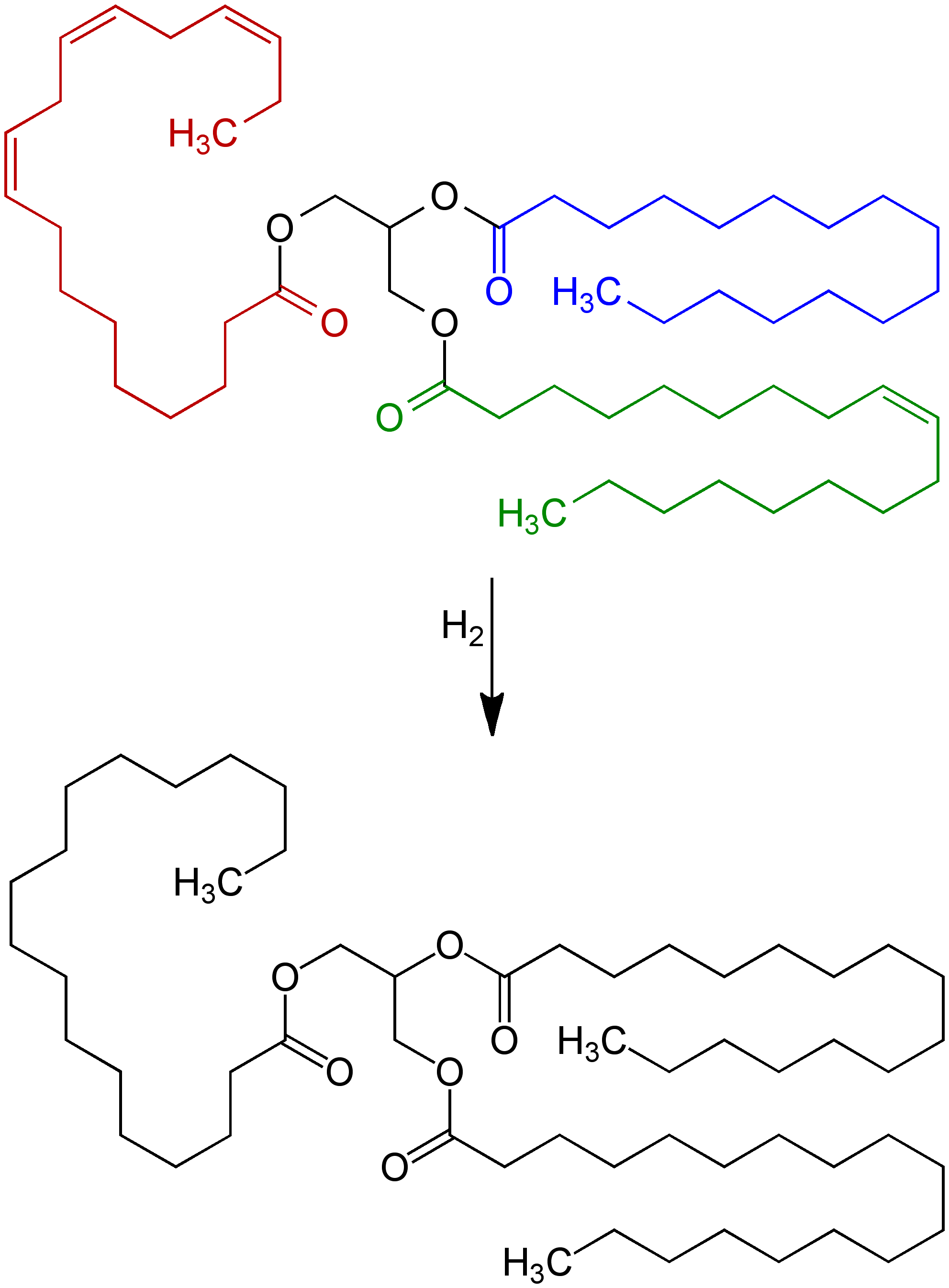
Katalytische Fetthärtung mit Wasserstoff: Oben ein Triglycerid in einem Öl mit einem blau markierten gesättigten Fettsäurerest, einem grün markierten einfach ungesättigten Fettsäurerest sowie einem rot markierten dreifach ungesättigten Fettsäurerest. Im Zentrum ist in der oberen Strukturformel das dreifach acylierte Glycerin (schwarz markiert) erkennbar. Unten das Hydrierungsprodukt (ein Fett).

Margarine zählt zu den sogenannten hochverarbeiteten und funktionellen Lebensmitteln, die neben ihrer ernährungsphysiologischen Bedeutung sowie ihrem Geschmack- und Genusswert gesundheitsfördernde Eigenschaften haben sollen. Diese werden von Herstellern in der Werbung herausgestellt, sind aber nicht eindeutig wissenschaftlich belegt.

### Gehärtete Fette
Problematisch ist der bei manchen Fetthärtungsverfahren (Hydrierung) entstehende hohe Anteil an trans-Fettsäuren. Diese belasten das Herz-Kreislaufsystem. Um das Problem zu verringern, wurden die Fette der meisten Margarineprodukte zunächst voll durchgehärtet und anschließend mit ungehärteten Fetten und Ölen vermischt. Auf diese Weise sollte der Anteil an trans-Fettsäuren stark reduziert werden. Die durchschnittliche Fettzusammensetzung einer Pflanzenmargarine liegt heute bei 40 % gesättigten und 45 % einfach ungesättigten sowie 15 % mehrfach ungesättigten Fettsäuren.
Bio- und Reformmargarinen kommen durch spezielle Emulsionsverfahren und die Verwendung von festen Palm- oder Kokosfetten meist ohne chemische Fetthärtung aus. Je nach Rezeptur können Margarineprodukte auch besonders viele ungesättigte Fettsäuren enthalten, die sich wiederum positiv auf das Herz-Kreislauf-System auswirken. Dies gilt besonders für olivenölhaltige Produkte. Das auf manchen Produkten deklarierte Verhältnis von gesättigten zu ungesättigten Fettsäuren (empfohlen ist 1:2) oder von Omega-6- zu Omega-3-Fettsäuren (empfohlen höchstens 5:1) kann jedoch weit vom tatsächlichen Wert abweichen.
Bei einer Testreihe der Stiftung Warentest im Jahr 2002 waren in sechs von 40 Margarinesorten trans-Fettsäuren enthalten. Neun Margarinesorten wurden mit „mangelhaft“ bewertet. Biomargarine schnitt in diesem Test schlechter ab als konventionelle Produkte, da ihr durch die Tester ein „talgiger oder ranziger“ Geschmack bescheinigt wurde. Das war vermutlich durch die Herstellung bedingt: Biomargarinen enthalten meist Palm- oder Kokosfette, welche die Margarine streichfest machen; allerdings hatten diese Fettmischungen bisweilen ein häufig als unangenehm empfundenes Aroma. Bei einem Test im Jahr 2008 wurden trans-Fettsäure-Gehalte sowie der Geschmack von Biomargarinen jedoch nicht mehr beanstandet. Im selben Test enthielten „die meisten Testprodukte“ nur noch weniger als ein Prozent trans-Fettsäuren im Fett (während früher bis zu 25 % üblich gewesen sei). Nur zwei von 27 Produkten fielen „mit rund 3 Prozent auf“. Rund zehn Jahre später überprüfte die Stiftung Warentest erneut Alternativen zu Butter. 2019 wurden 14 von 23 Streichfetten im Test mit „sind gut“ bewertet. Die Stiftung Warentest untersuchte sowohl Markenprodukte als auch Eigenmarken der Discounter und Supermärkte.

### Glycidol-Fettsäureester
Weiterhin gilt die nachweisliche Entstehung von Glycidol-Fettsäureestern (bzw. Glycidyl-Fettsäureestern) während der Raffination als problematisch. Vor allem bei Verwendung von Palmöl fällt die Konzentration des Fettschadstoffs besonders hoch aus. In 16 von 19 Margarineprodukten fand Öko-Test im November 2010 diesen Vorläufer des genotoxischen und wahrscheinlich krebserregenden Glycidols. Zu bevorzugen seien daher Halbfettmargarinen, in denen der Anteil von Glycidol-Fettsäureester durch den höheren Wasseranteil geringer ausfällt. Als unraffinierte, biologisch naturbelassene Alternative eignet sich in vielen Fällen kalt gepresstes Kokosöl oder auch Mandelpüree.
Der chemisch verwandte 3-MCPD-Fettsäureester entsteht ebenfalls während der Raffination insbesondere bei den hohen Temperaturen des Desodorierungsschritts. Im Vergleich zum Test 2008 lag jedoch nur noch in drei der 19 Margarineprodukte eine erhöhte Konzentration vor. Zudem ist auch noch unklar, wie vollständig sich der Ester während der Verdauung in das freie 3-MCPD umwandelt, dessen toxische Eigenschaften ebenfalls noch nicht vollständig geklärt sind. Somit besteht hier aus Sicht des BfR keine akute Gesundheitsgefahr.

### Vitaminzusatz
Da bei der Hydrierung die meisten Vitamine zerstört werden, werden der Margarine viele Vitamine nachträglich wieder beigefügt. Seit Mitte der 1920er Jahre begannen führende Margarineproduzenten ihren Waren Vitaminkonzentrate aus Obst, Gemüse, Lebertran und bestrahltem Lezithin hinzuzufügen. Ende der 1920er Jahre gab es Rama im Blauband auch vitaminhaltig, ebenso neue vitaminisierte Markenartikel, etwa Vitmargarin und Vitamina. Mangels noch fehlender synthetisierter Vitamine wurden diese teuren Angebote während der Weltwirtschaftskrise jedoch vom Markt genommen. Ab 1941 begann der NS-Staat im Rahmen einer umfassenden Vitaminpolitik mit dem Zusatz von Vitamin A zur Margarine. Nach dem Zweiten Weltkrieg wurde die Vitaminisierung wieder aufgenommen, doch ab spätestens 1953 begann eine breite Debatte erst unter Fachleuten, dann auch in der Öffentlichkeit, über mögliche Gefahren des Vitaminzusatzes.
Der Zusatz von Vitamin D in praktisch allen Margarinen gilt als unproblematisch, da die Grundversorgung mit Vitamin D in Deutschland allgemein nicht optimal ist. Dies gilt für die anderen häufig zugesetzten Vitamine A, E, B6 und B12 nicht, da hier keine Unterversorgung besteht. Allgemein wird die Beimischung von Vitaminen in Lebensmitteln inzwischen durch die Wissenschaft kritisch gesehen.

### Farbstoffe
Die butterartige Farbe der Margarine wurde von dem niederländischen Apotheker Lodewijk van der Grinten entwickelt. Dieser nutzte seine Farbstoffkenntnisse später und gründete 1877 die auf Drucklösungen spezialisierte Firma Océ. Das anfangs verwendete Buttergelb, ein Azofarbstoff, wird inzwischen als krebserregend eingestuft. Stattdessen werden heute, wie bei Butter, Carotinoide verwendet.

### Nickel und Aluminium
Bei der Hydrierung werden meist Metallkatalysatoren verwendet. Somit können auch Spuren von Nickel oder Aluminium in der Margarine enthalten sein, die jedoch aufgrund der geringen Konzentrationen im Bereich von 0,01 µg pro 100 g bisher als unproblematisch gelten – z. B. fallen die Nickelkonzentrationen in Weizenbrot (23 µg/100 g) oder Kakao (1,23 mg/100 g) deutlich höher aus.

### Weitere Beimischungen
Zu Beginn des 20. Jahrhunderts kam es noch zu anderen Beimischungen, u. a. von Gips, Wasser, Magnesiumsilikat und Baryt:

„Wie gesagt ist die Margarine ein außerordentlich empfehlenswertes, fettreiches und leicht verdauliches Buttersurrogat, solange sie als solches verkauft und nicht etwa als Kuhbutter an den Mann gebracht wird. […] Selbstverständlich sind als Verfälschung auch die gar nicht selten beobachteten mineralischen Zusätze zu betrachten, wie beispielsweise Gips, Schwerspat, kieselsaures Magnesia. […] Dagegen kommt absichtliches Einkneten reichlicher Wassermengen ebenso oft vor wie bei Kuhbutter. Von dem Färben gilt dasselbe, was über das Färben bei ‚Butter‘ und bei ‚Käse‘ gesagt ist: es ist eben eine durch den Geschmack des Publikums genährte Unsitte.“

### Vergleich mit Butter

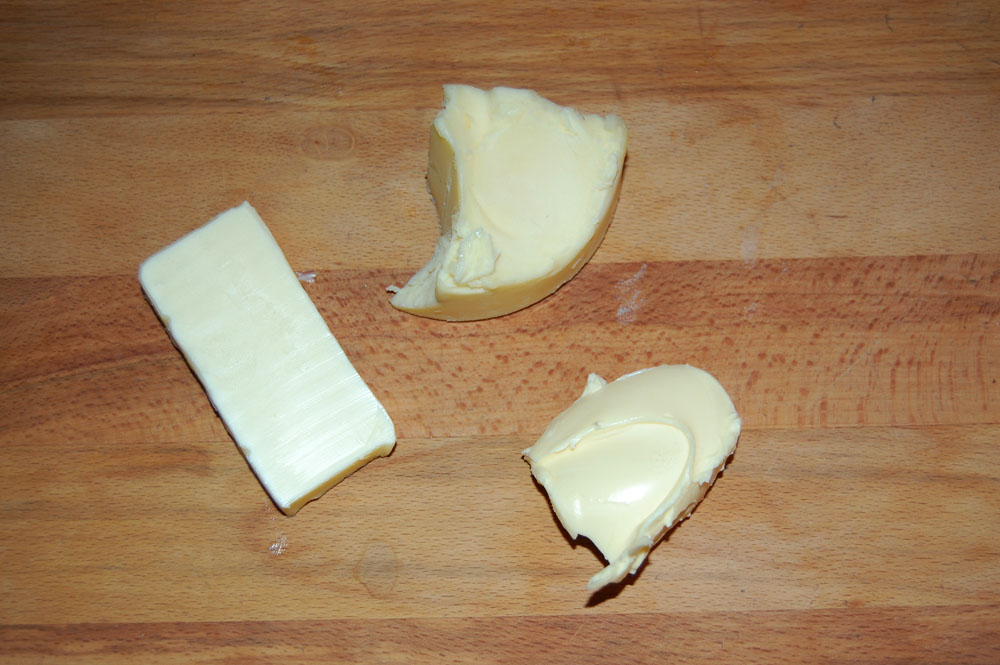
(v. l. n. r.) Butter, Butterschmalz und Margarine im Vergleich

Margarinen aus größtenteils gehärteten Fetten enthielten kaum essentielle Fettsäuren, zudem entstehen bei der unvollständigen Hydrierung im Verlauf der Fetthärtung trans-Fettsäuren. Daher wurden zunehmend weiche Margarinen aus überwiegend ungehärteten Fetten zum Verzehr empfohlen, die die essentiellen, ungesättigten Fettsäuren und nur geringe Mengen Cholesterin und trans-Fettsäuren enthalten. Bei aktuellen Herstellungsprozessen wird nicht das komplette Fett teilweise gehärtet, sondern nur ein Teil, dieser aber komplett. 
Modernere Rezepturen fallen in der Regel nicht mehr durch nennenswerte Gehalte von Trans-Fettsäuren auf (Gehalte von unter einem Prozent) und haben meist zumindest keine ungesunde Fettsäurenzusammensetzung beziehungsweise verwenden teils Raps- und Sojaöl als reichhaltige Quelle für Omega-3- und einfach ungesättigte Fettsäuren.
Butter enthält etwa 3,2 % trans-Fettsäuren, wobei in den Fetten der Milchprodukte von Wiederkäuern (z. B. Milch, Butter, Käse) vor allem die Vaccensäure in einem Anteil von 1–8 % als häufigste trans-Fettsäure vorkommt, während in gehärteten pflanzlichen Fetten die Elaidinsäure den größten Teil der trans-Fettsäuren darstellt.